# Idaea lilliana
Idaea lilliana är en fjärilsart som beskrevs av William Schaus 1901. Idaea lilliana ingår i släktet Idaea och familjen mätare. Inga underarter finns listade i Catalogue of Life.